# Limón Indanza (canton)
Limón Indanza est un canton d'Équateur situé dans la province de Morona-Santiago.